# Morinosaurus
Моринозавр (лат. Morinosaurus — «ящер Морини», морини — древнее племя людей из северной Франции)  — род динозавров из подотряда зауропод из отложений неназванной формации, приуроченной к породам киммериджского яруса позднего юрского периода из Булонь-сюр-Мер, департамента Па-де-Кале, Франция. Это сомнительный, известный лишь по одному ископаемому зубу род, иногда относимый к мусорному таксону Pelorosaurus, открытому в залежах нижнего мела Англии.

## Таксономияи история изучения
Французский палеонтолог Анри Эмиль Соваж описал этот род в 1874 году на основе лишь одного найденного зуба, который, по всей видимости, на настоящий момент утерян; он сравнивал его с зубами гипселозавра. Однако, что странно, несмотря на наличие иллюстраций этого зуба и некоторые умозаключения, полученные в результате его сравнения с зубами титанозавров, которые имели узкие коронки, в двух серьёзных обзорах окаменелого материала данный таксон был назван синонимом вышеупомянутого рода Pelorosaurus. Пелорозавр же, напротив, будучи возможным представителем брахиозаврид, имел, предположительно, зубы с широкими коронками.
Как бы там ни было, возраст окаменелостей ни о чём не говорит, поскольку их можно отнести и к предполагаемому виду пелорозавра — P. manseli, (также известного как Ischyrosaurus), который также известен по останкам из верхней юры (а то, стоит ли таксон Ischyrosaurus или какие-либо другие разновидности из юрского периода включать в род Pelorosaurus — уже совсем иной вопрос). Наиболее недавние исследования именуют моринозавра так называемым «сомнительным названием» (лат. Nomen dubium), без каких-либо дальнейших пояснений.
По предположениям Соважа, к типовому экземпляру принадлежит также частично сохранившаяся кость правого плеча.

## Палеобиология
Моринозавр был большим, четвероногим растительноядным животным. Наличие у него зубов, похожих на таковые у титанозавров, позволяет предположить, что особенности его питания были схожи с титанозаврами или диплодокоидами (но это, опять же, лишь гипотеза). Коронка зуба достигала 50 миллиметров в высоту и имела 16×12 мм в поперечном сечении.

## Виды
В том же, 1874 году, Соваж отнёс к этому роду на тот момент единственный известный вид — M. typus. Однако в 1927 году известный немецкий палеонтолог Фридрих фон Хюне описал ещё один вид — M. priscus.